# Kuyucu Murad Pascha
Kuyucu Murad Pascha (dt. Murad Pascha der Brunnengräber, türkisch Kuyucu Murat Paşa; * 16. Jahrhundert in Bosnien oder Kroatien; † 5. August 1611 in Diyarbakır) war ein osmanischer Staatsmann und Großwesir des Osmanischen Reiches in der Zeit der Regentschaft von Ahmed I. zwischen dem 9. Dezember 1606 und dem 5. August 1611. Er starb während des Osmanisch-Safawidischen Krieges (1603–1618) im Jahr 1611.

## Namensherkunft
Die Herkunft seines Spitznamens „Kuyucu“ ist nicht geklärt. Eine Quellen glauben, den Namen trage er, weil er Aufständische in Anatolien Brunnen graben, dann töten und in den Löchern verscharren ließ. Anderen Quellen zufolge sei er im Jahr 1585 im Osmanisch-Safawidischen Krieg mit seinem Pferd bei Täbris in einen Brunnen gestürzt und von persischen Streitkräften festgenommen worden, was ihm den Spitznamen Kuyucu eingebracht haben soll.

## Leben
Kuyucu Murad Paschas genaues Geburtsdatum ist nicht bekannt, er soll aber zum Zeitpunkt seines Todes über 90 Jahre alt gewesen sein. Er wurde in eine südslawische katholische Familie geboren, im Rahmen der Knabenlese aber nach Konstantinopel gebracht und dort in einer Enderûn-Schule ausgebildet. Nach mehreren Stationen als Regierungsangestellter in den Palästen des Sultans diente er dem ägyptischen Gouverneur Mahmud Pascha als Kethüda (Adjutant). Im Jahr 1571 begleitete er den osmanischen Feldherrn Koca Sinan Pascha auf dessen Feldzug in den Jemen und wurde nach dem Erfolg 1576 Beylerbey (Provinzgouverneur) im Beylik Jemen. Als 1570 Gerüchte aufkamen, dass sich Murad Pascha bereichert habe, wurde er nach Konstantinopel abberufen und war kurz in Haft. Doch der Sultan vergab ihm und schickte ihn als Sandschakbey nach Şarkikarahisar. Anschließend war er Beylerbey in Tripoli und dann in Karaman. Er nahm am Osmanisch-Safawidischen Krieg (1578–1590) teil und wurde dort gefangen genommen. Nach seiner Entlassung war er Beylerbey auf Zypern, in Aleppo und erneut im Jemen. Auch am Langen Türkenkrieg nahm er ab 1593 teil. Seine militärische Leistung insbesondere bei der Belagerung von Eger (heute Ungarn) beeindruckte Sultan Mehmed III. so sehr, dass er Murad Pascha zum Oberbefehlshaber der osmanischen Armee in Ungarn beförderte.
Am 11. Dezember 1606 ernannte der Sultan Ahmed I. ihn zum Großwesir. Der neue Großwesir musste sich in seiner Amtszeit vor allem um die Celali-Aufstände in Anatolien kümmern. Schon seit 1519 schwelten in Ost-Anatolien Aufstände gegen die osmanischen Herrscher, die immer wieder blutig niedergeschlagen wurden. 1598 brachen erneut Aufstände aus aufgrund der wachsenden Unterdrückung durch die örtlichen Gouverneure und der Erhebung hoher Steuern. Nach dem Beginn der Kriege gegen Persien besetzten die Janitscharen das Land der Bauern, um Geld zu erpressen oder das Land teuer zu verpachten. Kuyucu Murad Pascha ließ die Aufstände schließlich niederschlagen, mehr als 30.000 Aufständische töten und viele Anführer hinrichten.
Im Jahr 1610 führte Murad Pascha das osmanische Heer im Krieg gegen die Safawiden an. Er führte die Truppen nach Täbris, wo Abbas I. weilte, doch es kam nicht zu Kämpfen, sodass sich Murad Pascha nach Diyarbakır zurückzog, um die Vorräte aufzufüllen und dort auf das nächste Jahr zu warten und zu überwintern. Gleichzeitig führte er Friedensverhandlungen mit dem persischen König. Kuyucu Murad Pascha starb in dieser Zeit in Diyarbakır. Sein Nachfolger Nasuh Pascha erreichte einen Friedensvertrag, der allerdings nur bis 1615 hielt.

## Grab
Murad Pascha hat in Istanbul unweit der Beyazıt-Moschee eine Moschee mit Medrese erbauen lassen, wo auch seine Türbe (Mausoleum) steht, in der er beigesetzt wurde.

## Rezeption
In der türkischen TV-Dramaserie Muhteşem Yüzyıl: Kösem spielt Cihan Ünal den Großwesir.